# Łuczyńce
Łuczyńce (ukr.  Лучинці) – wieś na Ukrainie, w obwodzie iwanofrankiwskim, w rejonie rohatyńskim. 
W II Rzeczypospolitej w powiecie rohatyńskim województwa stanisławowskiego. W marcu 1944 nacjonaliści ukraińscy z OUN-UPA zamordowali tutaj 25 Polaków.